# Alfred Lorenz (Fußballspieler)
Alfred Lorenz (Lebensdaten unbekannt) war ein deutscher Fußballspieler.

## Karriere
Der jüngere Bruder der Mitgründer des Berliner Fußball Club Hertha 1892, Otto und Willi Lorenz, gehörte schon als kleiner Junge von Beginn an dem Verein an. Als Spieler der ersten Mannschaft gehörte Laura, wie Alfred Lorenz von seinen Mitspielern genannt wurde, jedoch erst ab 1901 an, in der er sich auf Anhieb zu einer festen Größe entwickelte.
In der vom Verband Berliner Ballspielvereine einmalig in zwei Gruppen ausgerichteten Meisterschaft belegte er in seiner Premierensaison mit der Mannschaft als Neuling den zweiten Platz in der Gruppe 2. Von 1902 bis 1907 spielte er mit und für seine Mannschaft erstmals im Ligabetrieb mit sieben weiteren Mannschaften, die den Meister in Hin- und Rückspielen ermittelten.
Mit dem achten Platz am Saisonende 1902/03, der den Abstieg bedeutet hätte, da ein nicht spielberechtigter Spieler zum Einsatz gekommen war und alle Punkte aberkannt wurden, verblieb er mit seiner Mannschaft dennoch in der Spielklasse, da der ursprünglich letztplatzierte BFC Concordia 1895 abstieg. Die Spielzeiten 1903/04 und 1904/05 schloss er mit seiner Mannschaft jeweils als Viertplatzierter ab.
Am Saisonende 1905/06 errang er mit den Blau-Weißen erstmals den Berliner Meistertitel. Damit nahm er mit seiner Mannschaft an der Endrunde um die Deutsche Meisterschaft 1906 teil. Die Auftaktbegegnung im Viertelfinale wurde am 20. April in Dresden gegen den SC Schlesien Breslau noch mit 7:0 gemeistert, doch das am 6. Mai in Berlin ausgetragene Halbfinale gegen den späteren Meister VfB Leipzig mit 2:3 verloren – trotz des per Handelfmeter von ihm verwandelten Treffers zum 1:1 in der 27. Minute. Die Saison 1906/07, seine letzte, bevor er seine aktive Spielerkarriere beendete, wurde als Fünftplatzierter abgeschlossen.

## Erfolge
- Berliner Meister 1906